# Membro correspondente
Um membro correspondente ou sócio correpondente (em francês:  membre correspondant; em russo:  член-корреспондент "chlen-korrespondent") de uma associação científica é uma pessoa que tem uma posição de destaque em alguma área por via do seu currículo e que foi homenageada com a pertença a uma academia científica, artística ou profissional mas que não é normalmente residente na cidade ou no país a que essa academia ou associação se localiza, ao contrário dos membros residentes. O nome provém do facto de como residentes fora da cidade onde se localiza a instituição, não poderem comparecer nas reuniões normais e por isso se dirigirem aos colegas membros da associação científica por correspondência.